# محمد المهندی
محمد المهندی (انگلیسی: Mohammed Al-Mohanadi؛ زادهٔ) بازیکن فوتبال اهل قطر است.

## باشگاهی
از باشگاه‌هایی که در آن بازی کرده‌است می‌توان به تیم ملی فوتبال قطر اشاره کرد.